# Tourisme en Asie du Sud
 (février 2012).
Si vous disposez d'ouvrages ou d'articles de référence ou si vous connaissez des sites web de qualité traitant du thème abordé ici, merci de compléter l'article en donnant les références utiles à sa vérifiabilité et en les liant à la section « Notes et références ».
 (février 2012).
- Si vous ne connaissez pas le sujet, laissez ce bandeau (vous pouvez alors contacter les auteurs).
- Si vous supprimez le contenu mis en cause (vous pouvez préalablement contacter les auteurs),

argumentez précisément cette suppression dans la page de discussion
(un manque de référence n'est pas un argument ; une recherche réelle de référence doit avoir été effectuée, être formellement documentée).

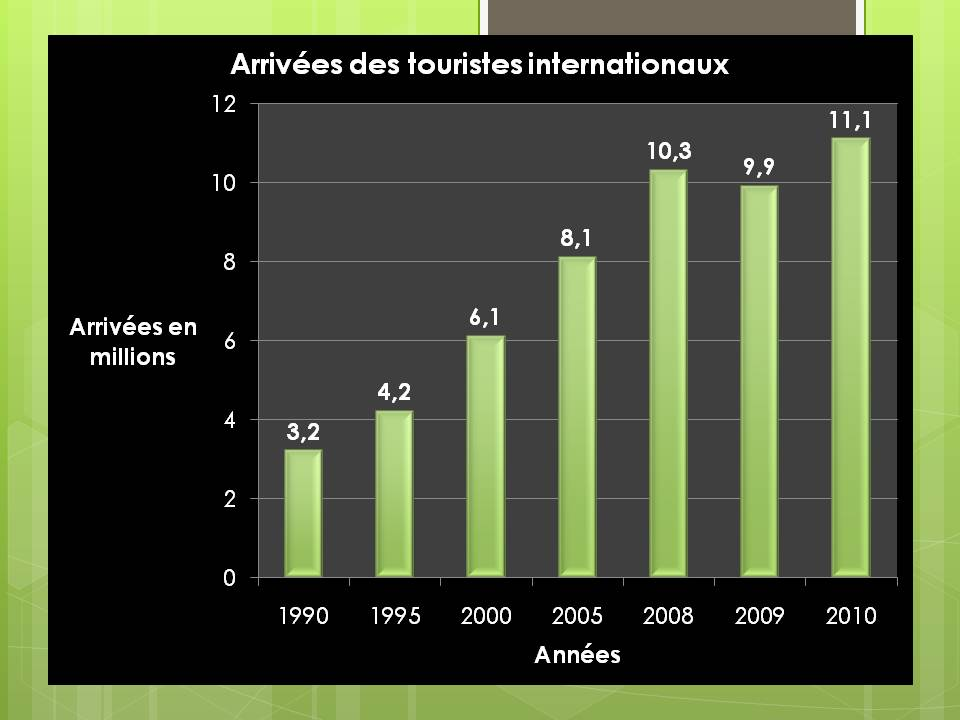
Les arrivées internationales en Asie du Sud de 1990 à 2010 selon l'Organisation mondiale du tourisme.

On constate une croissance du tourisme en Asie du Sud entre 1990 et 1995. En effet, plus  d'un million d’arrivées de touristes internationaux pour l'Asie du Sud. La croissance est plus imposante entre 1995 et 2000 puisqu'elle est de 1,9 million. Le nombre d'arrivées prend de l’ampleur puisqu'il ne fait qu’augmenter avec un nombre d'arrivées entre 2000 et 2005, de 2 millions. Seulement trois ans plus tard, en 2008, la croissance est de 2,2 millions, ce qui constitue encore une hausse. Elle connait malheureusement une chute en 2009, puisqu'elle subit une diminution de 0,4 million. Cette diminution est due à une catastrophe naturelle : le tsunami du 29 septembre 2009 qui a causée 113 morts en Asie du Sud. Heureusement, en 2010, elle rattrape la baisse de l'année précédente en ayant une hausse de 1.2 million au niveau de l’arrivée de touristes internationaux.
L’OMT prédit qu’en 2020, le nombre d’arrivées de touristes internationaux, dans le monde approchera 1,6 milliard. L’Asie de l’Est et le Pacifique, l’Asie du Sud, le Moyen-Orient et l’Afrique devraient enregistrer des taux de croissance de plus de 5 % par an, comparativement à une moyenne mondiale de 4,1 %. 
- 2000 : le tourisme international a produit dans le monde des recettes de 455 milliards de dollars et plus de 93 milliards au titre du transport.
- 2001 : les arrivées de touristes progressent de 9 %, soit plus de deux pour cent au-dessus de la moyenne mondiale. Les touristes prisent de plus en plus des destinations comme  l’Iran et l’Inde.
- 2002 : aucun fait marquant au niveau de l’Asie du Sud
- 2003 : l’Asie du Sud est en croissance de 9 % comparativement à l’Asie du Nord et l’Océanie.
- 2004 : l’Inde voit ses arrivées de touristes internationaux augmenter de plus de 15 %.
- 2005 : l’Asie du Sud devrait enregistrer des taux de croissances supérieurs à 5 % par an.
- 2006 : bien que la croissance se soit ralentie, l’Asie du Sud s’est malgré tout inscrite en hausse de 5 %.
- 2007 : la Thaïlande et le Cambodge ont fait l’un et l’autre un bond de 20 % au niveau de l’arrivée de touristes internationaux.
- 2008 : les résultats de l’Indonésie (+13 %) ont été favorisés par la reprise du tourisme à Bali.
- 2009 : L’Indonésie et l’Inde sont les deux destinations les plus populaires.
- 2010 : L’Asie du Sud a une hausse de 1.2 million d’arrivées de touristes internationaux.